# Roberto van Embrun

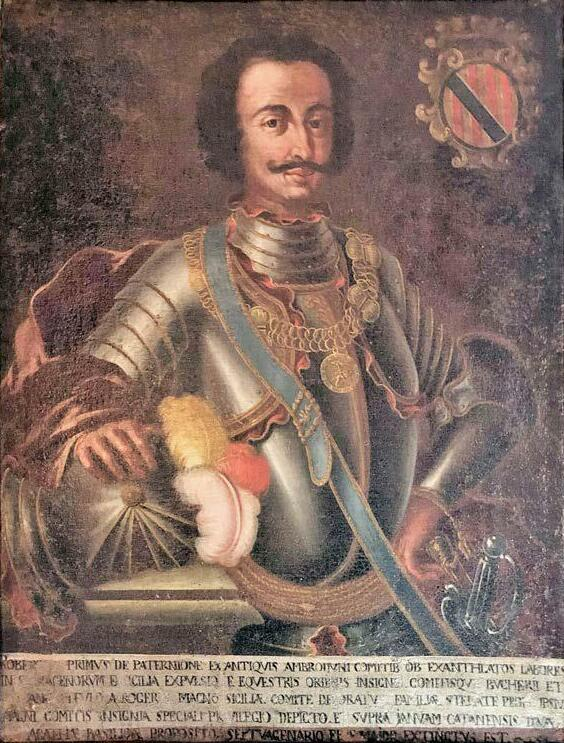
Roberto van Embrun, heer van Buccheri en Aylbacar in het graafschap Sicilië. Het wapenschild van hem en zijn nazaten is een variant op deze van de Kroon van Aragón.

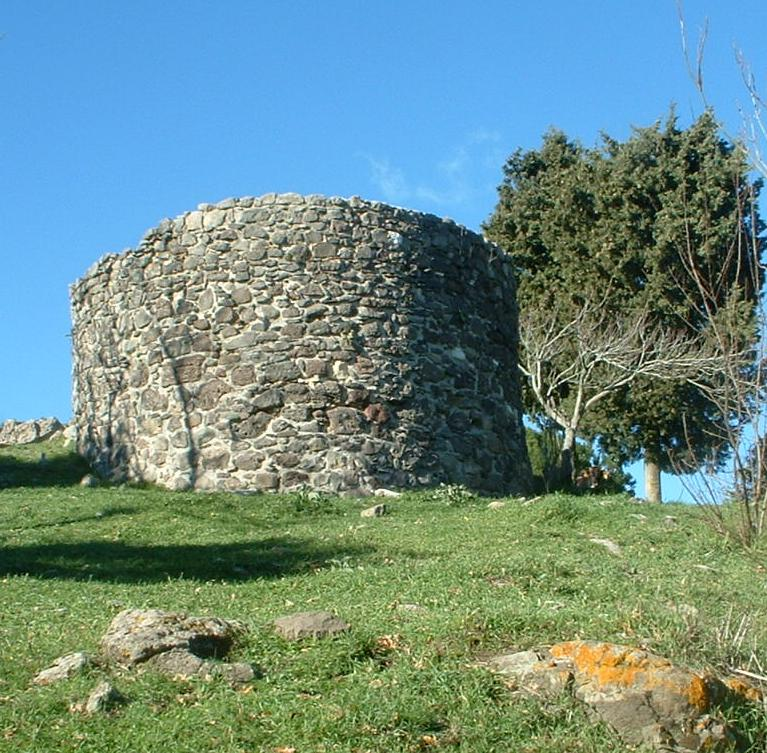
Noormannenkasteel in Buccheri, Sicilië

Roberto van Embrun (Embrun, circa 1040 – Sicilië, 1100) was een edelman uit het graafschap Provence in het Heilige Roomse Rijk. Hij vervoegde Rogier I van Hauteville uit Normandië bij de Normandische verovering van Sicilië, en dit ten koste van het emiraat Sicilië van de Arabieren. 
Roberto en zijn oudste zoon Constantijn I van Paternò worden door zijn afstammelingen aanzien als de stichters van het Siciliaans adellijk huis Paternò.

## Levensloop
Volgens Siciliaanse traditie groeide Robert op in het graafschap Embrun, als zoon van Willem van Embrun. Van Willem van Embrun wordt, zonder bronnen, gesteld dat hij een afstammeling was van Bernard Taillefer uit het huis Barcelona; deze Bernard was graaf van Besalú, een van de Catalaanse graafschappen. Langs moeders zijde was Willem van Embrun mogelijks een nazaat van Willem I van Provence, de Bevrijder des Vaderlands genoemd; deze titel verwierf hij door de Arabieren te verjagen uit de Rhônevallei.
Circa 1070 verscheen Robert van Embrun in het gevolg van de Normandische ridders op het eiland Sicilië. Dit leger stond onder leiding van Rogier I van het huis Hauteville. De Normandiërs veroverden progressief Sicilië op de Arabieren. Van Rogier I ontving Robert omwille van bewezen militaire diensten de heerlijkheden Buccheri en Aylbacar. Deze beide domeinen waren uitgestrekt.
Roberts oudste zoon Constantijn werd door Rogier I beleend met het graafschap Paternò, gelegen nabij Catania aan de oostkust van Sicilië. Van Constantijn is bekend dat hij huwde met Maria de Paternione; zij was een dochter van Flandina van Hauteville en Hugo van Jersey, heersers over het graafschap Paternò. Een andere zoon van Robert, Walter, werd de tweede aartsbisschop van Palermo, nadat de Arabieren Palermo hadden overgedragen aan de Normandiërs.
Aan Robert en/of Constantijn wordt de stichting toegekend van de machtige adellijke familie Paternò, met bakermat in het graafschap Paternò. Deze familie zag haar oorsprong ingebed in de hoogadel van het graafschap Provence, in koninklijke bloede van Sicilië – het graafschap Sicilië werd later een koninkrijk-, en van het latere koninklijk huis Barcelona met de Kroon van Aragón. De familie Paternò nam in haar wapenschild het koninklijk wapenschild van Aragón op. Het huis Paternò en haar zijtakken leverden eeuwenlang voormannen in het koninkrijk Sicilië, tot de eenmaking van Italië (1860 voor Sicilië).